# John Curtin

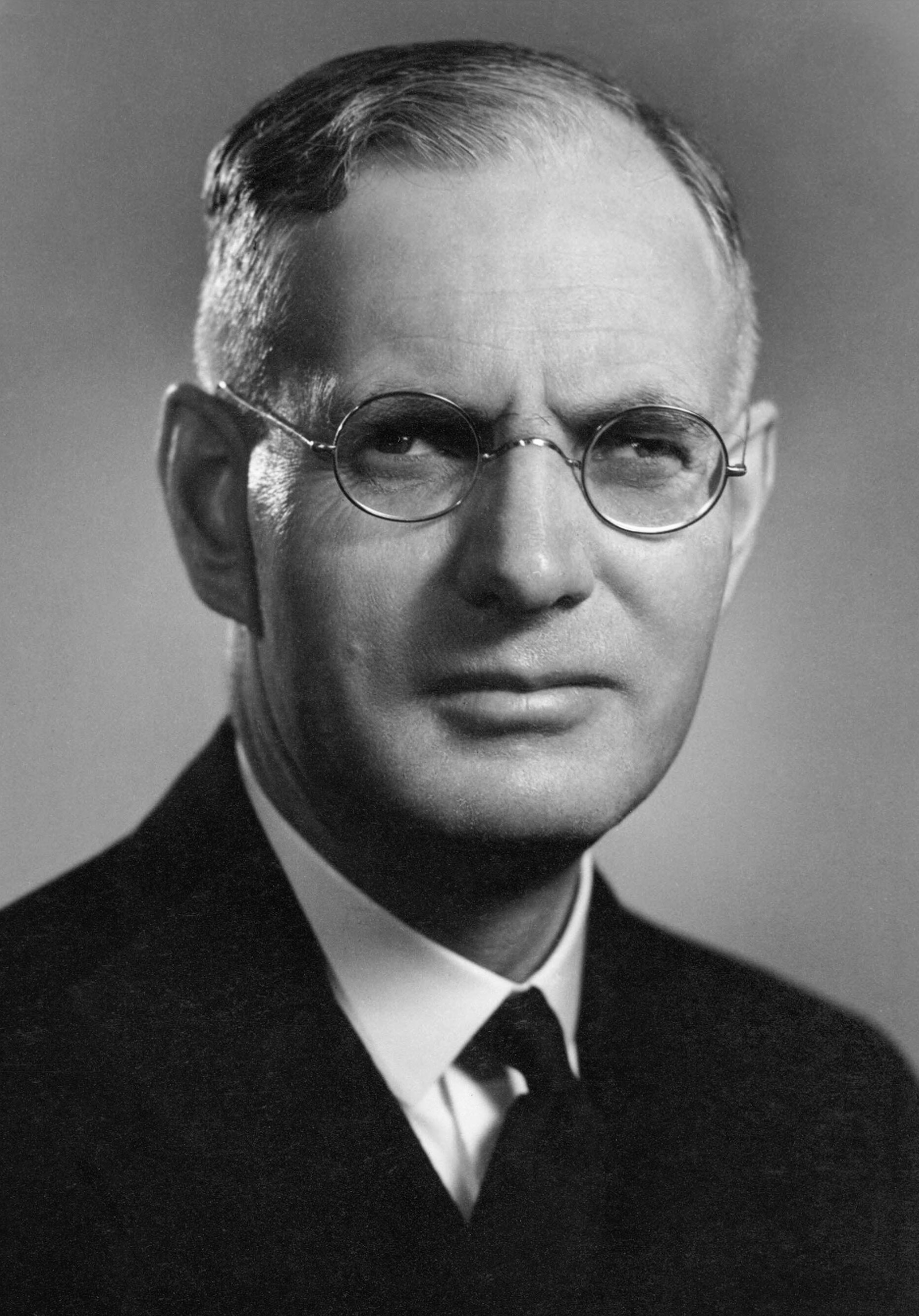
John Curtin

John Joseph Curtin (* 8. Januar 1885 in Creswick, Victoria; † 5. Juli 1945 in Canberra, Australian Capital Territory) war der 14. Premierminister Australiens. Seine Amtszeit dauerte vom 7. Oktober 1941 bis zum 5. Juli 1945. Er starb im Amt. Vom 1. Oktober 1935 bis zum 7. Oktober 1941 war er der Oppositionsführer.

## Die Zeit, bevor er Premierminister wurde (bis Oktober 1941)
John Joseph Curtin (der dritte Name Ambrose kam erst im Alter von 14 Jahren durch seine Konfirmation hinzu) wurde in Creswick als ältester von vier Geschwistern von John Curtin und Catherine „Kate“ Bourke geboren. Sein Vater musste seinen Beruf als Polizist aus gesundheitlichen Gründen aufgeben, als John Curtin fünf Jahre alt war. Er war deshalb gezwungen, schon im frühen Alter von 14 Jahren arbeiten zu gehen, um den Unterhalt der Familie zu sichern. Er benötigte vier Jahre, bis er endlich eine Festanstellung als Buchhalter in einer Melbourner Fabrik fand.
John Curtins Interesse für Politik wurde von seiner Mutter ausgelöst und so trat er 1901 einem Komitee bei, welches als einer der Vorläufer der Australian Labor Party (ALP) in Victoria angesehen werden kann. Zudem engagierte er sich ab 1905 auch in der Victorian Socialist Party (VSP), die kurz zuvor von einem Bekannten gegründet worden war.
Im Jahr 1911 kündigte er seine bisherige Arbeitsstelle in der Fabrik, um festangestellter Sekretär der Victorian Timber Workers Union, einer Gewerkschaft für Holz- und Waldarbeiter, zu werden. Dadurch konnte er auch sein Engagement für die ALP weiter intensivieren.
Während des Ersten Weltkriegs trat er vehement gegen die Wehrpflicht in Australien ein und war einer der führenden Köpfe der Kampagne, welche sich dagegen richtete. Ende 1916 wurde er sogar kurzzeitig inhaftiert, da er sich weigerte sich für einen möglichen Militärdienst registrieren zu lassen.
Nachdem er schon 1914 um die Hand von Elsie Needham angehalten hatte, konnte er sie am 21. April 1917 endlich ehelichen. Zusammen hatten die beiden eine Tochter (1917) und einen Sohn (1921).
Im März 1917, zwei Monate vor seiner Heirat, zog er nach Westaustralien, um dort die Stelle als Herausgeber des Westralian Worker, einer Gewerkschaftszeitung, anzunehmen. Diese Position übte er erfolgreich bis zum Jahre 1928 aus.
1928 konnte er, nunmehr im dritten Anlauf nach 1919 und 1925, ein Mandat im Repräsentantenhaus für den Wahlkreis Fremantle gewinnen. Nachdem die ALP bei den Wahlen im Oktober 1929 mit einer großen Mehrheit gewann, er konnte dabei seinen Parlamentssitz erfolgreich verteidigen, rechnete er sich Chancen auf einen Ministerposten im Kabinett James Scullins aus. Er wurde allerdings aus Missbilligung seiner Alkoholprobleme, welche er seit 1916 immer wieder hatte, nicht berücksichtigt. Bei Neuwahlen im Jahr 1931, welche stark unter dem Einfluss der Weltwirtschaftskrise standen, verlor er sein Mandat, konnte es aber 1934 wiedergewinnen.
Als Jim Scullin am 1. Oktober 1935 vom Parteivorsitz der ALP zurücktrat, wurde überraschenderweise John Curtin mit dem Vorsprung einer Stimme vor seinem Mitbewerber, dem vermeintlich sicheren Favoriten Frank Forde, gewählt. Er wurde somit auch zum Oppositionsführer. Gegenüber der Regierung Joseph Lyons konnte er sich mit seiner Politik kaum profilieren. Dies änderte sich erst nach dessen Tod im Jahre 1939. So erlangte die ALP bei den Wahlen 1940 fast die Regierungsmehrheit, während er selbst als Parteivorsitzender seinen eigenen Wahlkreis Fremantle nur mit einem sehr knappen Vorsprung von 600 Wählerstimmen behaupten konnte.

## Die Zeit als Premierminister (ab Oktober 1941)
Die zwei unabhängigen Parlamentarier im Repräsentantenhaus, welche nach der Wahl 1940 zunächst die Regierung Robert Menzies mitgetragen hatten, unterstützten ab Herbst 1941 nunmehr die Politik der ALP. John Curtin konnte folglich am 7. Oktober 1941 zum Premierminister Australiens ernannt werden und eine Regierung bilden.
Seine gesamte Regierungszeit war vom Zweiten Weltkrieg bestimmt, welcher im Dezember 1941, genau zwei Monate nach seinem Amtsantritt, nun auch im Pazifik seinen Anfang nahm. Bereits am 19. Februar 1942 konnten japanische Flugzeuge die Stadt Darwin im Norden Australiens angreifen, so dass eine japanische Invasion zu einer realen wie ernstzunehmenden Bedrohung wurde.
Angesichts dieser Lage traf John Curtin drei wichtige und sehr kontroverse Entscheidungen:
1. Rückverlegung der australischen Truppen der Australian Imperial Force nach Australien, welche bislang im Nahen Osten in den Krieg eingriffen, damit diese das Mutterland verteidigen und entscheidend in den Pazifikkrieg eingreifen konnten.
2. Anrufung der USA um direkte militärische Unterstützung. In diesem Zusammenhang übertrug er dem US-amerikanischen General Douglas MacArthur, welcher ab März 1942 damit beauftragt wurde, den Verteidigungskrieg der Alliierten im Pazifik zu organisieren, den Oberbefehl über die australischen Truppen.
3. Obschon er während des Ersten Weltkrieges ein entschiedener Gegner der Wehrpflicht war, führte er gegen den Willen seiner Partei ein, dass Wehrpflichtige auch außerhalb des australischen Territoriums in Gebieten des südwestpazifischen Raums eingesetzt werden konnten, die „mit der Verteidigung Australiens verbundenen waren“.

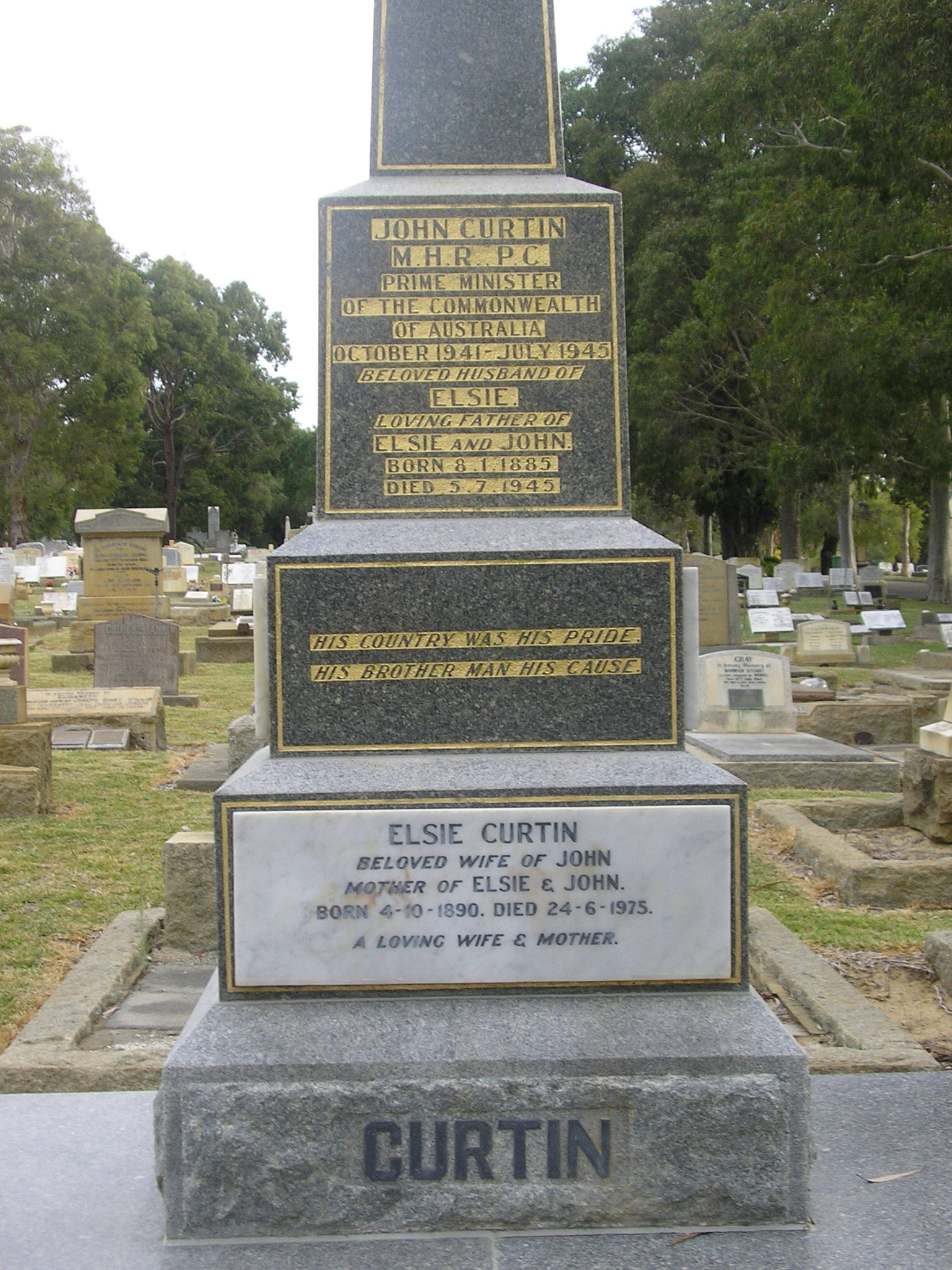
Curtins Grab in Perth

Bis 1943 konnte die direkte Bedrohung Australiens aber abgewendet werden, so dass er die Parlamentswahlen im August desselben Jahres haushoch für die ALP gewinnen konnte.
Die Gesundheit des starken Rauchers John Curtin war von jeher nicht die stärkste und auch hinterließen die Querelen, welche mit seinen Entscheidungen verbunden waren, deutliche Spuren bei ihm.
Nach einer Überseereise nach London im Mai 1944, wo er an einer Konferenz der Premierminister des Commonwealth teilnahm, um die Weichenstellungen für die Nachkriegszeit vorzunehmen, konnte er sich von den Belastungen seines Amtes nicht mehr erholen. Das Ende des Krieges in Europa am 8. Mai 1945 erlebte er zwar noch, musste aber die öffentliche Bekanntmachung darüber bereits seinem Stellvertreter und Nachfolger Ben Chifley überlassen. Er starb am 5. Juli 1945 in Canberra noch vor dem Kriegsende im Pazifik vom 2. September 1945.